# David Poisson
David Poisson (Annecy, 31 maart 1982 – Nakiska, 13 november 2017) was een Franse alpineskiër. Hij vertegenwoordigde zijn vaderland op de Olympische Winterspelen 2010 (Vancouver) en op de Olympische Winterspelen 2014 (Sotsji).

## Carrière
Bij zijn wereldbekerdebuut, in januari 2004 in Sankt Anton am Arlberg, behaalde Poisson direct wereldbekerpunten. Op de wereldkampioenschappen alpineskiën 2005 in Bormio eindigde hij als negende op zowel de afdaling als de Super-G. In februari 2008 eindigde de Fransman in Kvitfjell voor de eerste maal in zijn carrière in de top tien van een wereldbekerwedstrijd. In Val-d'Isère nam Poisson deel aan de wereldkampioenschappen alpineskiën 2009, op dit toernooi eindigde hij als 34e op de Super-G. In december 2009 behaalde hij op de afdaling in Bormio met een vierde plaats zijn beste resultaat in een wereldbekerwedstrijd. Tijdens de Olympische Winterspelen van 2010 in Vancouver eindigde de Fransman als zevende op de afdaling.
Op de wereldkampioenschappen alpineskiën 2013 in Schladming veroverde Poisson de bronzen medaille op de afdaling.
Hij werd in 2016 vader van een zoon. Poisson overleed in 2017 aan de gevolgen van een val tijdens een training in het skigebied Nakiska.

## Resultaten

### Olympische Spelen
| Jaar | Plaats    | Resultaten               |
| ---- | --------- | ------------------------ |
| 2010 | Vancouver | 7e Afdaling DNF Super-G  |
| 2014 | Sotsji    | 16e Afdaling 17e Super-G |

### Wereldkampioenschappen
| Jaar | Plaats            | Resultaten               |
| ---- | ----------------- | ------------------------ |
| 2005 | Bormio            | 9e Afdaling 9e Super-G   |
| 2009 | Val-d'Isère       | DNF Afdaling 34e Super-G |
| 2013 | Schladming        | Afdaling                 |
| 2015 | Vail/Beaver Creek | 14e Afdaling             |

### Wereldbeker
Eindklasseringen
| Seizoen   | Algm | AD  | SG  | SC  |
| --------- | ---- | --- | --- | --- |
| 2003/2004 | 140e | 54e | –   | –   |
| 2004/2005 | 98e  | 41e | 38e | –   |
| 2006/2007 | 143e | 56e | –   | 51e |
| 2007/2008 | 72e  | 24e | 38e | –   |
| 2008/2009 | 74e  | 24e | –   | –   |
| 2009/2010 | 66e  | 20e | –   | –   |
| 2010/2011 | 147e | 51e | –   | –   |
| 2011/2012 | 75e  | 27e | –   | –   |
| 2012/2013 | 50e  | 15e | 32e | –   |
| 2013/2014 | 82e  | 31e | 51e | –   |
| 2014/2015 | 76e  | 26e | -   | -   |
| 2015/2016 | 56e  | 19e | -   | -   |
| 2016/2017 | 107e | 38e | 47e | -   |